# Phobetes contrerasi
Phobetes contrerasi är en stekelart som beskrevs av Ian D. Gauld 1997. Phobetes contrerasi ingår i släktet Phobetes och familjen brokparasitsteklar. Inga underarter finns listade i Catalogue of Life.